# Sinegdoha
Sinegdoha (grč. συνεκδοχή, syn- = s, uz, ekdoche = smisao, razumijevanje, interpretacija) podvrsta je metonimije u kojoj se uzima dio za cjelinu.

## Primjeri sinegdohe
Sinegdoha u poeziji:
- Dragutin Tadijanović, "Večer nad gradom"

Mislim na moje polje koje su neznane

Ruke požnjele; spavaj, srce moje,

I ne slušaj muziku u gostionicama,

I ne uzdiši, i ne plači nad rijekom

Sa svjetlima. Ruka će sigurno

Ugasiti svjetiljke. Spavaj.

Spavaj, srce moje. Vjetar, i zlato, i kosti.

I pepeo. Spava.

- Tin Ujević, "Pogledi u praskozorju"

Kad vidim te ruke bezbrojne što se pružaju poslu,

kad vidim tu volju napetu da se mravinjak preuredi

Osim u poeziji, sinegdoha je česta i u svakodnevnome govoru:
- Neću maknuti malim prstom.
- Imamo krov nad glavom.
- Mogu li dobiti još jednu šalicu?
- Tamo ima mnogo gladnih usta.